# Île Babel
Pour les articles homonymes, voir Babel.
L'île Babel (en anglais Babel Island) est une île granitique d'une superficie de 4,4 km², située au sud-est de l'Australie. Elle fait partie de l'archipel tasmanien de Babel, dans la partie orientale du détroit de Bass, au large de la côte Est de l'île Flinders (qui fait partie de l'archipel Furneaux). Elle accueille la plus grande colonie au monde de puffins à bec grêle (environ 2,8 millions de couples, soit environ 12 % de la population mondiale), ainsi qu'une importante colonie de manchots pygmées. 